# I’m a Rebel
I’m a Rebel (engl.: Ich bin ein Rebell) ist das zweite Studioalbum der deutschen Heavy-Metal-Band Accept, aufgenommen 1979 und im Juni 1980 veröffentlicht. Es ist das erste von drei aufeinanderfolgenden Alben, die Dirk Steffens produzierte.

## Entstehung
Das Titelstück wurde von „George Alexander“ geschrieben, Pseudonym von Alexander Young, dem älteren Bruder von Produzent und Musiker George Young und der AC/DC-Gitarristen Angus Young und Malcolm Young. Der Bassist Peter Baltes singt zwei langsamere Songs (No Time to Lose und The King). Die Aufnahmen fanden von Oktober bis Dezember 1979 im Delta Studio in Wilster statt. Zum Titellied I’m a Rebel wurde das erste Musikvideo der Band gedreht.
I’m a Rebel wurde auch im Vereinigten Königreich und den Vereinigten Staaten veröffentlicht. Die internationalen Versionen haben ein anderes Cover, auf dem ein Schwert mit einem Löwen auf dem Griff zu sehen ist.

## Kritik
Ed Rivadavia von Allmusic sieht in dem Album eine deutliche Weiterentwicklung gegenüber dem Vorgänger Accept. I’m a Rebel weise erstmals den für Accept typischen Gitarren-Sound und den charakteristischen Gesang von Udo Dirkschneider auf und enthalte mit dem Titellied den ersten Klassiker der Band. Allerdings lasse die Produktion des Albums noch einige Wünsche offen.

## Titelliste
1. I'm a Rebel (George Alexander)  – 3:57
2. Save Us (Dirkschneider, Baltes, Hoffmann, Fischer, Kaufmann) – 4:33
3. No Time to Lose (Dirkschneider, Baltes, Hoffmann, Fischer, Kaufmann, Dirk Steffens) – 4:35
4. Thunder and Lightning (Dirkschneider, Baltes, Hoffmann, Fischer, Kaufmann) – 4:01
5. China Lady (Dirkschneider, Baltes, Hoffmann, Fischer, Kaufmann, Steffens) – 3:56
6. I Wanna Be No Hero (Dirkschneider, Baltes, Hoffmann, Fischer, Kaufmann, Steffens) – 4:00
7. The King (Dirkschneider, Baltes, Hoffmann, Fischer, Kaufmann, Steffens) – 4:10
8. Do It (Dirkschneider, Baltes, Hoffmann, Fischer, Kaufmann) – 4:11